# 8861 Jenskandler
8861 Jenskandler è un asteroide della fascia principale del diametro medio di circa 21,86 km. Scoperto nel 1991, presenta un'orbita caratterizzata da un semiasse maggiore pari a 2,6021870 UA e da un'eccentricità di 0,2051869, inclinata di 10,96708° rispetto all'eclittica.
L'asteroide è dedicato all'astronomo tedesco Jens Kandler.